# Canton de Clermont-Ferrand-Nord-Ouest
Le canton de Clermont-Ferrand-Nord-Ouest est une ancienne division administrative française située dans le département du Puy-de-Dôme en région d'Auvergne.

## Géographie
Ce canton est organisé autour de Clermont-Ferrand dans l'arrondissement de Clermont-Ferrand. Son altitude varie de 321 à 602 m pour une altitude moyenne de 358 m.

## Histoire
Le canton a été créé en 1982 par scission du canton de Clermont-Ferrand-Nord en quatre autres cantons, l'un d'eux étant le canton Nord-Ouest, défini par « la portion de territoire de la ville de Clermont-Ferrand délimitée à l'Ouest et au Nord par les limites avec les communes d'Orcines, de Durtol et de Blanzat ; à l'Est, par l'axe de la voie 59 dite chemin du Cheval, par l'axe du chemin de Fontbeloux, par les limites de sections cadastrales MW-MY, MW-MV, MT-MV, et MT-MS (CV 66 – CR du Haut-Chanturgue) ; par l'axe des voies suivantes : boulevard Charcot, rue Fontaine-du-Large, rue Champfleuri, rue Thévenot-Thibaud ; au Sud, par le boulevard J.-B.-Dumas, boulevard Lavoisier, rue Montaigne, rue Jules-Favre, rue André-Bal, rue des Fées, voie non dénommée, rue Jules-Favre, rue Paul-Diomède, rue Malville, rue de Nohanent, rue Rossignol, avenue Raymond-Bergougnan, rue des Gravouses, impasse Richelieu, rue Descartes (jusqu'à la limite communale) ».
Depuis les élections départementales de 2015, le nombre de cantons dans la ville de Clermont-Ferrand a été réduit de 9 à 6. Les dénominations et périmètres des cantons de la ville sont modifiés.

## Représentation
| Période | Période          | Identité       | Étiquette | Qualité |
| ------- | ---------------- | -------------- | --------- | --- |
| 1982    | 1985             | René Paput     | UDF-PR    | Animateur-producteur à FR3 Auvergne Adjoint au maire de Chamalières                                        |
| 1985    | 1989 (démission) | Roger Quilliot | PS        | Maire de Clermont-Ferrand (1973-1997) Sénateur (1974-1981 et 1983-1998) Député (1986) Ministre (1981-1983) |
| 1989    | 1992             | Michèle André  | PS        | Directrice d'établissement médico-social public Adjointe au maire de Clermont-Ferrand                      |
| 1992    | 1998             | Michel Cornil  | UDF       | Chef d'entreprise à Clermont-Ferrand                                                                       |
| 1998    | 2015             | Michèle André  | PS        | Sénatrice (2001-2017)                                                                                      |

## Composition
| Communes         | Population (2012) | Code postal | Code Insee |
| ---------------- | ----------------- | ----------- | ---------- |
| Clermont-Ferrand | 16 356 (1)        | 63000       | 63113      |

(1) fraction de commune.

## Démographie
| 1990   | 1999   | 2006   | 2011   | 2012   |
| ------ | ------ | ------ | ------ | ------ |
| 15 502 | 15 388 | 15 492 | 15 949 | 16 356 |